# El Edén, Tuxpan
El Edén är en ort i Mexiko.   Den ligger i kommunen Tuxpan och delstaten Veracruz, i den sydöstra delen av landet, 240 km nordost om huvudstaden Mexico City. El Edén ligger 74 meter över havet och antalet invånare är 265.
Terrängen runt El Edén är platt åt sydost, men åt nordväst är den kuperad. Runt El Edén är det ganska tätbefolkat, med 65 invånare per kvadratkilometer. Närmaste större samhälle är Tuxpan de Rodríguez Cano, 16,9 km öster om El Edén. Trakten runt El Edén består till största delen av jordbruksmark.